# Charan Andreas
Charan Andreas (ur. 13 grudnia 1988 w Brownsville  w stanie Teksas) − amerykański model i aktor.
Był modelem kampanii Juicy Couture 2007/08. Pojawił się na okładkach popularnych magazynów: „Elle”, „Maxim Italia”,  „Vogue” (edycje amerykańska i włoska), „W”, „Vanity Fair”, „Qves”, „Harper’s Bazaar”, „Kult” i „Teen Vogue”. 
Na potrzeby książki Faces of Sunset był fotografowany i przepytywany (w formie wywiadu) przez Patricka Ecclesine'a.